# 初心者
| ウィキペディアには「初心者」という見出しの百科事典記事はありません（タイトルに「初心者」を含むページの一覧/「初心者」で始まるページの一覧）。 代わりにウィクショナリーのページ「初心者」が役に立つかもしれません。 |